# Centrale idroelettrica Antuco
La centrale idroelettrica Antuco è una centrale idroelettrica situata nella regione del Bío Bío, in Cile. La centrale utilizza acqua del Río de la Laja e ha una potenza di 300 MW. La centrale è stata costruita dalla società ENDESA nel 1981.